# Oberleitungsbus Ulaanbaatar

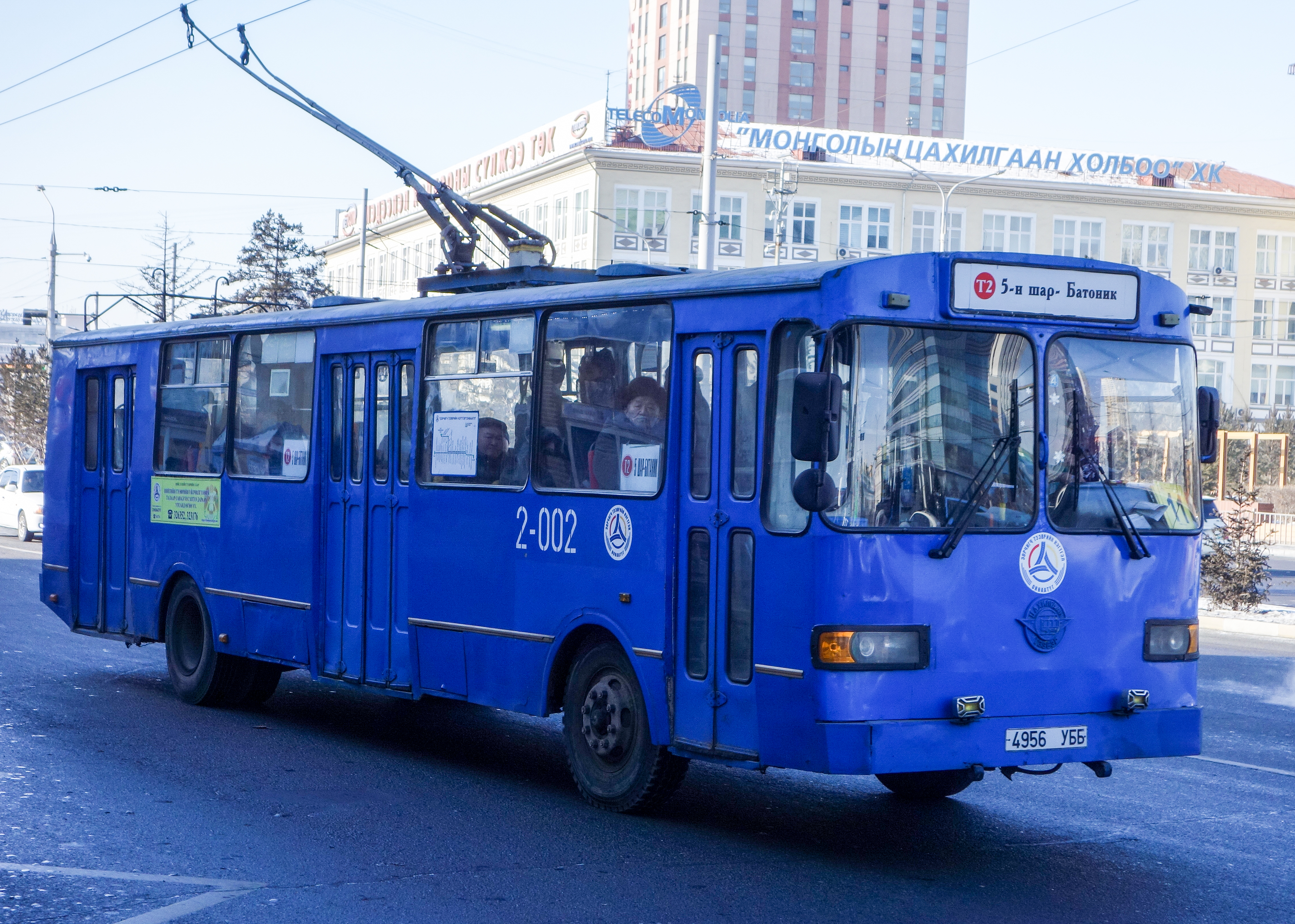
Oberleitungsbus im Zentrum von Ulaanbaatar, 2018

Der Oberleitungsbus Ulaanbaatar war das einzige Oberleitungsbus-System in der Mongolei. Der Oberleitungsbusverkehr in der Hauptstadt Ulaanbaatar wurde am 29. Oktober 1987 eröffnet und bestand zeitweise aus den vier Linien 2, 4, 5 und 6. Sie wurden überwiegend von etwa 40 Wagen des Typs SiU-9 bedient, diese wurden seinerzeit aus der Sowjetunion importiert. Seit 2007 kamen auch neuere Modelle aus Russland zum Einsatz, ferner wurde im gleichen Jahr ein Hyundai-Omnibus zu einem Oberleitungsbus umgebaut.
In Ulaanbaatar werden Obusse wegen ihrer Kraft auch Ziegenwagen genannt.
Zum 31. Dezember 2024 wurden die zuletzt ausschließlich vorhandenen Obusse des Typs JEA-800D ausgemustert und die letzte betriebene Linie 2 eingestellt. Die Anschaffung von 50 neuen Obussen ist beabsichtigt.